# Serpine
Les serpines (de l'anglais serpin, mot-valise pour serine protease inhibitor) sont des protéines aux structures semblables, connues historiquement pour leur capacité à inhiber les protéases à sérine. Elles forment une superfamille de protéines présente à travers tous les règnes du vivant. Elles doivent leur nom au fait que les premières à avoir été identifiées inhibent les protéases à sérine de type chymotrypsine,. Elles sont remarquables par leur mécanisme d'action, qui consiste à inhiber leur peptidase cible en subissant un changement conformationnel de grande amplitude qui fait disparaître le site actif,. Ce mécanisme est très différent du mécanisme compétitif plus courant des inhibiteurs de protéases, qui se lient au site actif de l'enzyme, et empêchent la catalyse d'avoir lieu,.
L'inhibition des peptidases par les serpines contrôle tout un ensemble de processus biologiques, notamment la coagulation sanguine et l'inflammation, ce qui fait que ces protéines sont l'objet de recherches médicales. Leur changement conformationnel particulier les rend également intéressantes pour les recherches en biologie structurale et en repliement des protéines,. Ce mode d'action par changement conformationnel confère des avantages, mais présente aussi quelques inconvénients : les serpines sont ainsi vulnérables aux mutations, qui peuvent conduire à des serpinopathies telles que des serpines au repliement non fonctionnel ou la formation de longs polymères inactifs,. La polymérisation de la serpine n'a pas seulement pour effet de réduire la quantité d'inhibiteur actif, mais conduit également à l'accumulation de polymères aux effets nocifs pour la cellule, ce qui aboutit à la mort cellulaire et à celle des organes.
Bien que la plupart des serpines contrôlent des cascades protéolytiques, certaines protéines ayant la structure d'une serpine ne sont pas des inhibiteurs enzymatiques mais réalisent diverses fonctions telles que le stockage (comme l'ovalbumine du blanc d'œuf), le transport (comme les transporteurs membranaires d'hormones, tels que la globuline liant la thyroxine et la transcortine), ou encore la fonction de protéine chaperonne (HSP47 (en)). Ces protéines-là sont également des serpines, bien qu'elles ne possèdent pas de fonction inhibitrice, car elles sont apparentées du point de vue de l'évolution.

## Activité
La plupart des serpines sont des inhibiteurs de protéase, ciblant les protéases à sérine extracellulaires de type chymotrypsine. Ces peptidases possèdent un résidu nucléophile de sérine appartenant à une triade catalytique dans leur site actif. Ce sont par exemple la thrombine, la trypsine et l'élastase neutrophile (en). Les serpines sont des inhibiteurs irréversibles qui agissent en piégeant un intermédiaire du mécanisme catalytique de la peptidase.
Certaines serpines inhibent d'autres classes de peptidases, notamment les protéases à cystéine. Celles-ci diffèrent des protéases à sérine de ce qu'elles utilisent un résidu neutrophile de cystéine dans leur triade catalytique au lieu d'un résidu neutrophile de sérine. Cependant, le mécanisme enzymatique est semblable entre ces deux types de peptidases, et le mécanisme de l'inhibition par les serpines est également le même dans les deux cas. On compte, parmi les inhibiteurs de protéases à cystéine, la serpine B4 (en) et la protéine MENT (en), qui inhibent les peptidases de type papaïne,,.

## Exemples
- Alpha 1-antitrypsine
- C1-inhibiteur (C1inh)
- Antithrombine
- Transcortine (CBG)
- Thyroxine-binding globulin (TBG)
- Angiotensinogène
- Inhibiteur de l'activateur du plasminogène 1 (PAI-1)